# تولید دوقلو دیجیتال
تولید دوقلوی دیجیتال (Digital Twin Manufacturing) به استفاده از مدل‌های مجازی یا دوقلوهای دیجیتال برای شبیه‌سازی، نظارت و تحلیل عملکرد سیستم‌های تولید، فرآیندها یا محصولات فیزیکی گفته می‌شود. این مدل‌های دیجیتال به‌طور مستمر با داده‌های بلادرنگ از سیستم‌های فیزیکی به‌روز می‌شوند.

## جنبه‌های کلیدی تولید دوقلوی دیجیتال
- هماهنگی داده‌های بلادرنگ: دوقلوهای دیجیتال به‌طور مستمر با داده‌های واقعی از سیستم‌های فیزیکی به‌روز می‌شوند
- شبیه‌سازی و مدل‌سازی: مدل مجازی سیستم‌های فیزیکی برای شبیه‌سازی رفتار و عملکرد آن‌ها
- نگهداری پیش‌بینی‌شده: پیش‌بینی خرابی‌ها و مشکلات احتمالی ماشین‌آلات و سیستم‌ها
- بهینه‌سازی فرآیندهای تولید: تحلیل و بهینه‌سازی فرآیندهای تولید با استفاده از مدل‌های دیجیتال
- توسعه محصول بهبود یافته: آزمایش و بهینه‌سازی طراحی محصولات قبل از تولید واقعی
- نظارت و بازخورد مستمر: نظارت بلادرنگ بر فرآیندها و بهبود تصمیم‌گیری‌ها

## مزایای تولید دوقلوی دیجیتال
- کاهش هزینه‌ها: کاهش خطاهای پرهزینه، پیش‌بینی مشکلات و کاهش هزینه‌های نگهداری
- افزایش بهره‌وری: بهینه‌سازی فرآیندها و کاهش زمان تولید
- کنترل کیفیت بهتر: نظارت دقیق‌تر بر فرآیندهای تولید و بهبود کیفیت
- سفارشی‌سازی محصولات: استفاده از داده‌های بلادرنگ برای ایجاد محصولات سفارشی
- پایداری محیطی: کاهش مصرف انرژی و بهینه‌سازی منابع.

## کاربردهای تولید دوقلوی دیجیتال
- صنعت خودرو: شبیه‌سازی خطوط مونتاژ و پیش‌بینی خرابی‌ها
- هوافضا: شبیه‌سازی و بهینه‌سازی فرآیندهای تولید هواپیما
- انرژی: بهینه‌سازی تولید انرژی و پیش‌بینی خرابی‌ها در نیروگاه‌ها
- سلامت: طراحی و شبیه‌سازی دستگاه‌های پزشکی و بهینه‌سازی خط تولید
- کارخانه‌های هوشمند: بهبود تصمیم‌گیری و بهینه‌سازی فرآیندها در کارخانه‌های متصل

## فناوری‌های پشت تولید دوقلوی دیجیتال
- اینترنت اشیاء (IoT): جمع‌آوری داده‌های بلادرنگ از سیستم‌های فیزیکی
- پردازش ابری: ذخیره و پردازش داده‌ها برای دسترسی و به‌روز رسانی از راه دور
- داده‌های کلان و تحلیل: تحلیل داده‌های عظیم برای پیش‌بینی و تصمیم‌گیری
- هوش مصنوعی و یادگیری ماشین: تحلیل الگوها و بهینه‌سازی فرآیندها
- مدل‌سازی سه‌بعدی و شبیه‌سازی: شبیه‌سازی محصولات و فرآیندها در محیط مجازی